# Bobo Håkansson
Gösta Robert ”Bobo” Håkansson, född 3 maj 1963 i Stockholm, är en svensk före detta barnröstskådespelare. Han har dubbat svenska versioner av tecknade filmer samt medverkat i sång, reklam- och filmproduktioner. Hans mor var schlagersångerskan Marion Sundh-Håkansson och hon hjälpte dessutom till att skaffa barnröster till dubbning. Han var med på flera skiv- och filminspelningar samt i barnkören Österskärsbarnen, som också leddes av modern. Han hade 1972 som 9-åring huvudrollen i TV-serien Niklas önskedjur. Tillsammans med sin bror hade de mindre talroller i Astrid Lindgrens På rymmen med Pippi Långstrump (1970).

## Rollista dubbning i urval
- Tjuren Ferdinand[3] - Ferdinand (1970 års dubbning)
- Aristocats[2] - Berlioz (1970)
- Snobben, kom hem![2] - Lille Karl (1972)
- Robin Hood[2] - Toby (1973)
- Jan Långbens Olympiska spel - Junior
- Vindens krigare - Asbel (1988)
- Pan Tau - (1971-1972)